# 監禁逃亡 略奪愛
『監禁逃亡 略奪愛』（かんきんとうぼう りゃくだつあい）は、1997年11月28日にSEN PLANNINGから発売された菅野美寿紀主演のオリジナルビデオ。R15作品。『監禁逃亡』シリーズの第10弾。

## 出演
- 廣瀬佳穂：菅野美寿紀
- 堂島(脱獄死刑囚)：本宮泰風
- 篠田(帝都物産 主任)：小原雅人
- 佳穂の父(帝都物産 専務)：川地民夫（特別出演）
- 泉晶子
- 松木秀樹
- 吉家明仁
- 海宝玉貴
- 葉月螢
- 橘由佳
- 増田美里
- 速水今日子
- 坂井康浩
- 森羅万象
- 井上博一

他

## スタッフ
- 監督：澤田幸弘
- 企画：製作：SEN PLANNING
- プロデューサー：大畑信政、黒須功
- 脚本：井上誠吾
- 音楽：中西龍夫
- 撮影：米田実
- 照明：才木勝
- 録音：小高勲
- 技術：吉永元茂
- 美術：西村徹
- 編集：高木厚太郎
- キャスティング：綿引近人
- 制作主任：藤原健一
- 助監督：芝祐二
- 監督助手：明山智、箱山夕子
- 衣裳：米村弘光、黒滝真生
- ヘア・メイク：岩井裕一
- スチール：石原宏一
- 車輌：サニー企画
- 制作進行：小川浩二、吉田昌史
- エンディング・テーマ曲「BELIEVE IN LOVE」作詞：藤田亜美 作曲:ROKUJI 唄：藤田亜美
- 発売・販売：SEN PLANNING
- 販売協力：ジャパンホームビデオ

## リリース
- VHS『監禁逃亡 略奪愛』1997年11月28日
- DVD『監禁逃亡 略奪愛』2020年9月29日